# Проектирование логистической сети
Проектирование логистической сети (supply chain network design) — процесс оценки альтернативных конфигураций логистической сети и выбора той, которая максимизирует общую прибыль сети в целом и позволяет повысить производительность каждого отдельного звена цепи поставок.

## Задачи проектирования логистической сети
Проектирование сети поставок касается определения логистической инфраструктуры на стратегическом уровне планирования и решает следующие задачи:
- Моделирование цепи поставок — включает решения по определению количества, месторасположению, мощностей заводов, складов, поставщиков и т. д.;

- Управление запасами  — включает определение оптимального уровня запасов, стратегии управления запасами, с учетом колебаний спроса, времени поставки, затрат, связанных с содержанием запасов;

- Распределение ресурсов — на этом этапе решается задачи определения производственного расписания и плана поставок в сети цепи поставок, нахождения компромисса между затратами на переналадку оборудования (финансовыми и временными) и затратами на транспортировку и хранение товаров.

## Системыстратегического планированияцепей поставок
Динамичность, распределённость и разнородность информации в логистических цепях приводит к возникновению многообразия задач проектирования структуры цепей поставок. В совокупности с возрастанием количества информации в современном мире, задачи оптимизации цепей поставок становятся комплексными задачами и требуют для своего решения не только знания математической стороны решения отдельной задачи, а также владения современными средствами моделирования.
Системы стратегического планирования цепей поставок:
- Oracle Strategic Network Optimization (SNO) ( Oracle Corporation )
- SAP APO (Advanced Planner and Optimizer) (SAP)
- IBM ILOG LogicNet Plus XE V7.0
- i2 Supply Chain Strategist.